# Wellington Koo
Ku Wej-ťün, neboli Wellington Koo (zjednodušené znaky: 顾维钧, tradiční znaky: 顧維鈞, pinyin: Gù Wéijūn; 29. ledna 1888 – 14. listopadu 1985), byl čínský diplomat a politik.
Narodil se a vyrostl v Šanghaji v tzv. cizinecké čtvrti. Z první ruky zažil nespravedlnost čínských „nerovných smluv“ s cizími mocnostmi uzavřených po Opiových válkách. Byl čínský národní diplomat, signatář Charty OSN (1945), jeden ze zástupců Číny na Pařížské mírové konferenci (1919), v Čínské republice (1912– 1949) krátce zastával současně funkce úřadujícího premiéra a prozatímního prezidenta, dále ministra zahraničních věcí a ministra financí. Působil na pozici velvyslance ve Francii (1936–1941), Velké Británii (1941–1946) a v USA (do roku 1956), poté se stal soudcem u Mezinárodního soudního dvora v Haagu (1957–1967), po ukončení funkcí u soudního dvora odešel do důchodu a přestěhoval se do New Yorku. Mluvil plynně anglicky, německy a francouzsky.

## Život

### Studium
Wellington Koo se narodil v Šanghaji, jako třetí syn prosperujícího obchodníka. První vzdělání získal na Univerzitě St. John's v Šanghaji, jedné z nejprestižnějších univerzit té doby v Číně, založené roku 1879 americkými misionáři. Poté pokračoval ve studiích na Kolumbijské univerzitě v Americe, kde získal nejdříve magisterský titul (1909) následně také Ph.D. titul (1912) v oboru mezinárodního práva.

### Kariéra
Po svých studiích v USA se vrátil zpět do Číny, kde byla v Sinchajské revoluci svržena mandžuská dynastie Čching a ustanovena Čínská republika a začal pracovat jako tajemník kabinetu prezidenta Jüan Š'-kchaje. Brzy se stal součástí ministerstva zahraničí, v roce 1915 byl dosazen na funkci velvyslance na Kubě a v USA, kde si získal vzájemné sympatie s tehdejším prezidentem Woodrowem Wilsonem. Důležitou roli sehrál roku 1919 na Pařížské mírové konferenci, kde byl součástí čínské delegace vedené Lu Čeng-siangem. Společně s čínskou delegací požadoval navrácení provincie Šan-tung Číně (po podepsání tzv. 21 požadavků, ultimáta předloženého Japonskem), na což západní velmoci nepřistoupily a tak byla Čína jediným národem, který nepodepsal Versailleskou smlouvu.
Wellington Koo znepokojen Mandžuskou krizí a otázkami kolektivní bezpečnosti, jako první zástupce Číny spolupracoval na utváření Společnosti národů. V březnu 1932 vyhlásili Japonci v Mandžusku loutkový stát Mandžukuo. Čína požádala o pomoc Společnost národů, která vyslala do Mandžuska komisi. Komise kritizovala postup Japonců, ti demonstrativně ze Společnosti národů vystoupili, byla vidět jasná slabost SN. Jako velvyslanec ve Velké Británii (1941–1944) a v USA (1944–1945) zažil Wellington napětí mezi Čínou a těmito dvěma mocnostmi. USA nepodporovaly Čínu v boji až do vypuknutí války v Pacifiku, kdy se rychle vyhoupla do pozice "Velké čtyřky". Nový status Číny však neposílil svou diplomatickou pozici vůči "Velké trojce". Koo se marně pokoušel vytvořit protijaponskou alianci.
Po druhé světové válce pomáhal Koo při formování Organizace spojených národů (OSN). Poté, co vláda Čínské republiky v čele s Čankajškem ustoupila na Tchaj-wan, zůstal ve Washingtonu. Přes veškeré protikomunistické cítění kabinet prezidenta H. S. Trumana ani D. D. Eisenhowera nebyl ochoten podpořit Čankajškovy pokusy o návrat a obnovení vlády na pevninské Číně. Koo měl obtížné úkoly odradit Washington od přijetí politiky "Dvou Čín" a bojovat proti americkému obrazu vlády Čankajška jako diktátorské. Ve svém úsilí o podporu americké vlády nepolevil až do odchodu z politické služby v roce 1956.
Po odchodu z čínské diplomatické služby se Koo stal soudcem u Mezinárodního soudního dvora v Haagu, v posledních letech svého funkčního období sloužil jako místopředseda soudu. V roce 1967 odešel do důchodu a přestěhoval se do New Yorku, kde žil až do své smrti.

### Úmrtí
Zemřel 14. listopadu 1985 ve svém domě na Manhattanu ve věku 97 let, měl za sebou 40 let diplomatických služeb. Zanechal po sobě čtvrtou manželku Julianu, syna a dceru, tři nevlastní dcery, 19 vnoučat a dvě pravnoučata.